# Ole Kreins

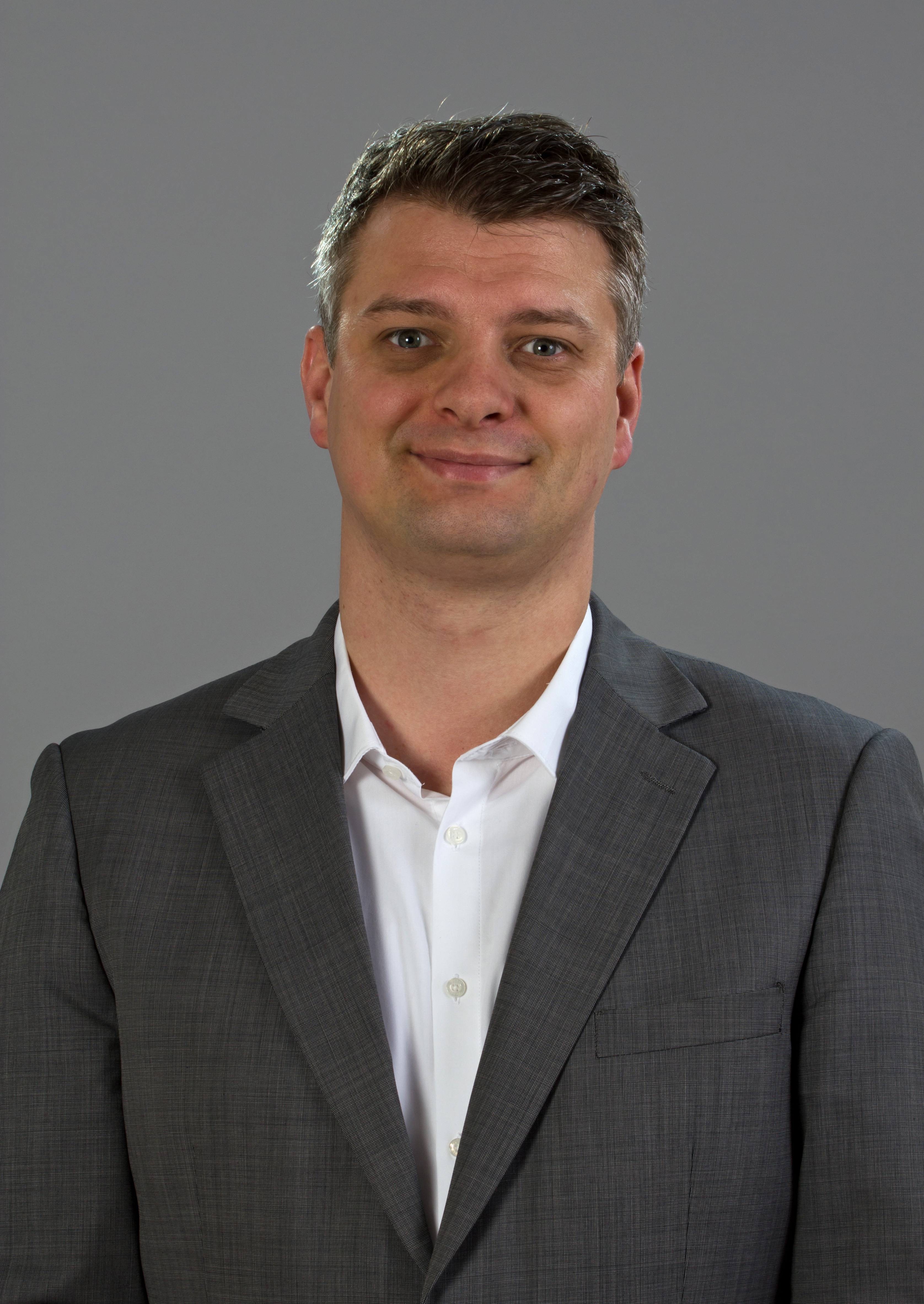
Ole Kreins (2013)

Ole Kreins (* 1. Dezember 1979 in Berlin) ist ein deutscher Politiker (SPD). Er war in der 17. Wahlperiode Mitglied des Abgeordnetenhauses von Berlin. Heute arbeitet Kreins als Referent für Bundes-, Kabinetts- und Parlamentsangelegenheiten in der Senatsverwaltung für Bildung, Jugend und Familie.

## Ausbildung und Beruf
Nach dem Schulbesuch in Hellersdorf (Carl-Blechen-POS und Max-Reinhardt-Gymnasium) leistete Ole Kreins seinen Zivildienst im Lichtenberger Seniorenheim Judith Auer ab. Anschließend studierte er von 2002 bis 2014 Politikwissenschaften an der Universität Potsdam mit Abschluss als Diplom-Politikwissenschaftler. Von 2004 bis 2011 war er neben dem Studium beruflich im sozialen Bereich und in der Unternehmensförderung tätig.

## Politik
Kreins wurde im Jahr 2002 Mitglied der SPD sowie der Jusos. Er vertrat seine Partei von 2006 bis 2011 in der Bezirksverordnetenversammlung des Bezirks Lichtenberg. Bei der Wahl zum Abgeordnetenhaus von Berlin 2011 errang er das Direktmandat in seinem Wahlkreis. 2006 hatte er den Einzug nur sehr knapp verfehlt. Er war Verkehrspolitischer Sprecher der SPD-Fraktion im Berliner Abgeordnetenhaus und gehörte in dieser Funktion u. a. als Obmann dem Untersuchungsausschuss zum Flughafen Berlin Brandenburg an. Die Wiederwahl in das Abgeordnetenhaus gelang ihm 2016 nicht.